# Georg Goppert
Georg Goppert (bl. 1940er- und 1950er-Jahre) war ein deutscher Motorradrennfahrer.
Georg Goppert absolvierte eine Ausbildung in einer Motorradwerkstatt und ging gegen Ende der 1930er Jahre zu Victoria. Goppert war bei vielen Disziplinen erfolgreich, so nahm er u. a. auch bei den damals recht populären Motorradfußballspielen teil. Nach dem Krieg arbeitete er bei Victoria als Einfahrer, fuhr auf dem Norisring mit einer modifizierten Victoria KR 35 Pionier sein erstes Rennen und belegte sofort Platz drei.
Als Werksfahrer bei Victoria holte er eine Goldmedaille bei der Deutschlandfahrt im Jahr 1950 auf einer KR 25. Weitere Medaillen errang Goppert bei der Deutschlandfahrt 1952, bei der Internationalen Österreichischen Alpenfahrt, bei der Internationalen Sechstagefahrt in Bad Aussee im Jahr 1952 und in Llandrindod Wells im Jahr 1954. Er errang eine Goldmedaille bei der 1700 km Nonstop Fahrt Rheydt–Monte Carlo in den Jahren 1952, 1953, 1954. Goppert war auf vielen Strecken erfolgreich, so bei der ADAC-Winterfahrt, bei der Bayerischen Geländefahrt, bei der Harz-Heidefahrt, der Westdeutschen Zuverlässigkeitsfahrt, der Schweren Schwäbischen Geländefahrt, bei der Nord-Ostseefahrt, der Dreitagefahrt Isny usw.
Die Internationale Sechstagefahrt in Garmisch-Partenkirchen im Jahr 1958 war sein letzter aktiver Einsatz als Rennfahrer. Goppert fuhr für Victoria in den Jahren 1947 bis 1958 bei mehr als 70 Veranstaltungen insgesamt 46 Gold-, acht Silber- und sechs Bronzemedaillen ein.